# Якщо позве товариш
«Якщо позве товариш» (рос. «Если позовёт товарищ») — радянський кольоровий художній фільм-мелодрама 1962 року, знятий режисером Олександром Івановим на кіностудії «Ленфільм».

## Сюжет
За оповіданням Віктора Конецького. Ще у військово-морському училищі народилася дружба Шаталова та «Мані» — так жартівливо прозвали курсанти Олексія. По-різному склалося їхнє життя. «Маня» стає командиром підводного човна. Шаталов, після прояву злочинної легковажності, служить на березі. Кадровий морський офіцер, він страждає від ситуації, що склалася. Зненацька з далекого Курамоя приходить телеграма від «Мані» — друг кличе його.

## У ролях
- Андрій Хлєбніков — Дмитро Шаталов (озвучив Юхим Копелян)
- Валентин Ткаченко — Олексій, на прізвисько Маня (озвучив Інокентій Смоктуновський)
- Наталія Малявіна — Ольга
- Віктор Бірцев — епізод
- Б. Кірєєв — епізод
- Євгенія Лосакевич — сусідка Ольги
- Любов Малиновська — сусідка Дмитра Шаталова
- Василь Мінін — епізод
- Н. Павличова — епізод
- Євген Соляков — Вова «Інтеграл», курсант військово-морського училища
- Георгій Тейх — авіапасажир із цуценятами
- Г. Федоров — епізод
- Олег Хроменков — шофер
- Олексій Ян — лікар
- Аркадій Трусов — боцман рибальського траулера

## Знімальна група
- Режисер — Олександр Іванов
- Сценарист — Борис Чирсков
- Оператори — Євген Шапіро, Георгій Варгін
- Композитор — Юрій Левітін
- Художник — Микола Суворов